# Вальцбахталь
Вальцбахталь (нім. Walzbachtal) — громада в Німеччині, знаходиться в землі Баден-Вюртемберг. Підпорядковується адміністративному округу Карлсруе. Входить до складу району Карлсруе.
Площа — 36,72 км2. Населення становить 9811 ос. (станом на 31 грудня 2020).